# Zhangsolvidae
Zhangsolvidae – wymarła rodzina owadów z rzędu muchówek i infrarzędu Stratiomyomorpha. W zapisie kopalnym znana z aptu, albu i cenomanu w kredzie. Jej skamieniałości odnajdywano na terenie Europy, Azji i Ameryki Południowej.
Muchówki te miały głowę wyposażoną w długi i smukły ryjek o długości od takiej jak głowa do czterokrotnie dłuższej. Służył on najprawdopodobniej do pobierania nektaru i pyłku, o czym świadczy również obecność pyłku benetytów na ciele jednego z okazów. Wierzchołek ryjka zaopatrzony był w małych rozmiarów labellum. Głaszczki były długie, sterczące, zbudowane z dwóch członów, aczkolwiek cecha ta nie jest znana u rodzaju Zhangsolva. Użyłkowanie skrzydła charakteryzowały: żyłka kostalna zakończona na wierzchołku skrzydła lub w jego pobliżu, silnie łukowaty przebieg żyłki medialnej M1, żyłka medialna M3 zlana z żyłką kubitalną CuA1 oraz żyłka kubitalna CuA2 zespolona w pobliżu krawędzi skrzydła z żyłką analną A1. Cechy charakterystyczne odnóży nie są znane dla Zhangsolva, natomiast u pozostałych rodzajów obejmują: stopy o dobrze rozwiniętych przylgach i przylgowatych empodiach, przednie odnóża pozbawione ostróg na goleniach oraz środkowe i tylne odnóża mające po dwie ostrogi na każdej goleni.
Takson ten wprowadzili w 1998 roku przez Akira Nagatomi i Yang Ding. W 2015 roku Antonio Arillo i współpracownicy zsynonimizowali z nim monotypową rodzinę Cratomyiidae. Współcześnie zalicza się doń 4 znane rodzaje:
- Buccinatormyia Arillo et al., 2015
- Cratomyia Mazzarolo et Amorim, 2000
- Linguatormyia Grimaldi, 2015
- Zhangsolva Nagatomi et Yang, 1998